# Francesco Cassiano de Silva
Francesco Cassiano de Silva (XVII secolo – XVIII secolo) è stato un incisore spagnolo. Le sue incisioni furono utilizzate su alcuni libri dei più noti editori di Napoli del Seicento e del Settecento, e ritraevano paesaggi e città del Regno di Napoli; tali incisioni hanno un'inestimabile valore storico, accresciuto dal fatto che la maggior parte delle sue opere è stata oggetto di ritrovamenti in epoca molto recente.

## Biografia
Della vita di Francesco Cassiano de Silva si possiedono scarsissime informazioni; cionondimeno, è indubbia la sua fama come incisore di molte opere relative al Regno di Napoli. In particolare, incise per commissione opere pubblicate dai più importanti editori di Napoli del suo periodo, cioè Antonio Bulifon, Domenico Antonio Parrino e Luigi Mutio. Collaborò anche con Giovan Battista Pacichelli. Le fonti sono discordanti sulla sua origine; alcune fonti affermano che era milanese, mentre altre fonti affermano che era spagnolo.
Il primo studioso a scoprire un'opera di de Silva fu Vladimiro Valerio, il quale, nella Biblioteca Nazionale Austriaca, scoprì l'album Regno Napolitano anatomizzato dalla penna di D. Francesco Cassiano De Silva. Nel 1986,  Giancarlo Alisio scoprì un atlante geografico con disegni dello stesso de Silva nella Biblioteca Nazionale italiana, mentre nel 2006 Amirante e Pessolano fecero ulteriori scoperte nel Kriegsarchiv di Vienna e nell'Österreichisches Staatsarchiv. Un'ulteriore scoperta fu fatta nel Museo Lazaro Gàldiano di Madrid (relativa al Regno di Spagna).

## Opere curate da De Silva
- Accuratissima e nuova delineazione del Regno di Napoli, Antonio Bulifon, 1692.[1]
- Descrizione delle città vescovali di tutto questo Regno di Napoli, e di alcune terre grosse disegnate al naturale, contenuto in Regno Napolitano anatomizzato dalla penna di D. Francesco Cassiano De Silva.[2]
- Discorso sopra le città del Regno di Napoli, contenuto in Regno Napolitano anatomizzato dalla penna di D. Francesco Cassiano De Silva.[2]
- Giovan Battista Pacichelli, Il Regno di Napoli in prospettiva diviso in dodeci provincie, Napoli, 1703.[1][6]